# Hiện tượng thấm của nước dưới đất
Sự vận động của chất lỏng trong môi trường lỗ hổng hoặc khe nứt gọi là thấm. Đặc điểm của môi trường lỗ hổng là sự có mặt các lỗ hổng với kích thước và hình dạng rất khác nhau trong thể tích của môi trường.
Môi trường lỗ hổng được coi là đồng nhất nếu như các hợp phần và tính chất của nó đồng nhất. Môi trường lỗ hổng gọi là đồng nhất đẳng hướng nếu như các tính chất của nó giống nhau theo tất cả các phương. Nếu các tính chất của môi trường phụ thuộc vào phương nghiên cứu thì gọi là môi trường dị hướng.
Trong đất đá bão hòa nước, có tất cả các dạng nước tham gia vào cấu trúc của vật chất khoáng, lấp đầy các lỗ hổng và khe nứt của đất đá. Nước màng mỏng và nước mao dẫn bao quanh các hạt rắn, lấp đầy các lỗ hổng mao dẫn và tạo thành những mặt lồi ở những nơi tiếp giáp của các hạt rắn. Phần không gian còn lại của lỗ hổng và khe nứt chứa đầy nước trọng lực có thể vận động tự do dưới ảnh hưởng của lực trọng trường và chảy từ nơi này đến nơi khác, dưới tác dụng của sự chênh lệch áp lực thủy tĩnh. Sự vận động như vậy của nước trong môi trường lỗ hổng là hình thức vận động chủ yếu của nước dưới đất và được gọi là sự thấm.
Trong bất kỳ loại đất đá nào, trong điều kiện không bão hòa hoặc bão hòa nước hoàn toàn, sự mặt của các dạng nước không tham gia vào vận động dưới tác dụng của lực trọng trường, đều cản trở sự vận động của nước trọng lực. Đối với cuội sỏi và cát hạt thô sự có mặt của nước hấp phụ và nước mao dẫn không ảnh hưởng rõ rệt đến quá trình thấm của nước. Ngược lại trong cát hạt mịn, sét,..., kích thước các lỗ hổng giữa các hạt xấp xỉ bề dày của màng nước hấp phụ, thì điều kiện vận động của nước trọng lực rất khó khăn, đôi khi không xảy ra.
Như vậy một trong những yếu tố quan trọng quyết định điều kiện thấm của nước dưới đất là khe hở. Tuy nhiên về hình dáng, kích thước của các khe hở rất đa dạng, nên thực tế không có khả năng giải chính xác các bài toán vận động của chất lỏng trong môi trường khe hở; Vì vậy, khi nghiên cứu thấm chúng ta không chú ý đến đặc điểm vận động trong các lỗ hổng và khe nứt riêng biệt, mà chỉ xác định các giá trị trung bình của dòng chảy.

## Tính chất vật lý của môi trường lỗ hổng và chất lỏng thấm:

### Thành phần độ hạt:
Lực tác dụng bề mặt của môi trường lỗ hổng với chất lỏng phụ thuộc rất nhiều vào mức độ phân tán của đất. Mức độ phân tán này được đặc trưng bằng thành phần độ hạt.
	Thành phần độ hạt của môi trường lỗ hổng là hàm lượng của các hạt có đường kính khác nhau trong môi trường. Người ta thường dùng thành phần độ hạt để phân loại môi trường lỗ hổng.
	Để đánh giá mức độ đồng nhất  của môi trường người ta thường dùng hệ số gọi là hệ số không đồng nhất. Ký hiệu là: η
```
                                  η=d60/d10   (1.1)
```

	d60: Đường kính của hạt, mà hàm lượng các hạt có đường kính nhỏ hơn và bằng đường kính đó chiếm 60% trọng lượng.
	d10: Đường kính của hạt, mà hàm lượng các hạt có đường kính nhỏ hơn và bằng đường kính đó chiếm 10% trọng lượng.

### Độ lỗ hổng:
Nước chứa trong môi trường lỗ hổng liên quan chặt chẽ với độ lỗ hổng.
	Độ lỗ hổng được đặc trưng bằng tỷ số giữa thể tích rỗng (kể cả lỗ hổng không liên thông) với thể tích chung của khối đất đá (kể cả thể tích lỗ hổng)
```
                               

  

    

      

        
n

        
=

        

          
V

          

            
l

            
h

          

        

        

          
/

        

        
V

        
=

        

          

            

              
γ

              
−

              
δ

            

            
γ

          

        

      

    

    
{\displaystyle n=V_{lh}/V={\gamma -\delta  \over \gamma }}

  

```

{\displaystyle V_{lh}}: Thể tích lỗ hổng;      V: Thể tích mẫu.
	γ: Tỷ trọng mẫu;               δ: Dung trọng của mẫu.
	Đôi khi độ lỗ hổng về trị số được đặc trưng bằng hệ số độ lỗ hổng.
```
                            

  

    

      

        
γ

        
=

        

          

            

              
g

              

                
d

              

            

            

              
V

              

                
d

              

            

          

        

      

    

    
{\displaystyle \gamma ={g_{d} \over V_{d}}}

  

 ; 

  

    

      

        
δ

        
=

        

          

            

              
g

              

                
d

              

            

            
V

          

        

      

    

    
{\displaystyle \delta ={g_{d} \over V}}

  

 ; 

  

    

      

        
V

        
=

        

          
V

          

            
d

          

        

        
−

        

          
V

          

            
l

            
h

          

        

      

    

    
{\displaystyle V=V_{d}-V_{lh}}

  

```

	Hệ số độ lỗ hổng: Là tỷ số giữ thể tích lỗ hổng và thể tích pha rắn (mẫu).
	Vlh: Thể tích lỗ hổng:  Vđ: Thể tích pha rắn
- Độ lỗ hổng bao giờ cũng < 1, còn hệ số độ lỗ hổng có thể > 1
- Độ lỗ hổng và hệ số độ lỗ hổng có mối quan hệ:
- Độ lỗ hổng của đất đá phụ thuộc vào nhiều nhân tố:

+ Hình dạng và kích thước hạt: Hạt càng tròn thì độ lỗ hổng càng lớn, hạt càng lớn thì độ lỗ hổng càng nhỏ.
+ Mức độ tuyển chọn của hạt: Đất đá hạt càng đều thì độ lỗ hổng càng lớn và ngược lại (vì hạt nhỏ chiếm một phần lỗ hổng giữa các hạt lớn).
+ Cách sắp xếp các hạt: Nếu sắp xếp rời rạc (khối lập phương) thì độ lỗ hổng lớn nhất, nếu sắp xếp chặt chẽ (tứ diện đều) thì độ lỗ hổng nhỏ nhất.
+ Ngoài các nhân tố trên, độ lỗ hổng còn phụ thuộc vào điều kiện thành tạo trầm tích, quá trình tạo đá...

### Tính chất biến dạng:
Trong những điều kiện nhất định, các tính chất biến dạng của môi trường có ảnh hưởng đến quá trình thấm. Các tính chất như vậy được đặc trưng bằng hệ số đàn hồi của môi trường, theo định luật biến dạng đàn hồi của Húc, có dạng:
	c: Thể tích của môi trường lỗ hổng khi áp lực là p.
	dc/dp: Biến dạng thể tích tương đối của môi trường lỗ hổng khi áp lực thay đổi một lượng dp;    n: Độ lỗ hổng.

### Tính chất đàn hồi của nước:
Cũng như mọi chất lỏng, nước có lực liên kết giữa các phân tử và có độ co ép nhỏ. Hệ số đàn hồi của nước cũng được xác định theo định luật biến dạng đàn hồi của HUC và bằng
	vn: Thể tích của nước tương ứng với  áp lực P.
	dvn/dp; biến dạng thể tích tương đối của nước khi áp lực thay đổi một lượng dp.

## Các yếu tố thủy động lực của dòng thấm:
Nước dưới đất chỉ vận động theo các lỗ hổng và khe nứt của đất đá. Tuy nhiên về hình dáng và kích thước của các khe hở rất đa dạng, nên thực tế không có khả năng giải chính xác các bài toán vận động của chất lỏng trong môi trường khe hở; vì vậy khi nghiên cứu thấm chúng ta không chú ý đến đặc điểm vận động trong các lỗ hổng và khe nứt riêng biệt mà chỉ xác định các trị số trung bình đặc trưng cho vận động, khi đó người ta giả thiết rằng dòng nước dưới đất chiếm toàn bộ tầng chứa nước, bao gồm tất cả khe hổng và phần cứng (cốt) của môi trường. Như vậy, dòng vận động thực tế của nước dưới đất chỉ theo các khe hổng được thay bằng dòng giả định, chiếm tất cả tầng chứa nước. Dòng giả định như thế gọi là dòng thấm.
	Áp lực, gradiên áp lực, lưu lượng...là các yếu tố động lực chủ yếu của dòng thấm.

### Áp Lực:
Theo định nghĩa của Becnuli, trị số áp lực được biểu thị bằng biểu thức:
P : Áp lực thủy tĩnh ở các điểm nghiên cứu trong dòng chảy.
 : Tỉ trọng của nước. Z : Chiều cao của điểm nghiên cứu tính từ mặt chuẩn.
v2/2g: Áp lực thủy động (cột nước tốc độ).
Trị số v2/2g của dòng nước dưới đất rất nhỏ, nên người ta thường bỏ qua và áp lực nước dưới đất được xác định theo công thức:
Trị số P/ = hn gọi là chiều cao đo áp.
Chiều cao đo áp là chiều cao cột nước phải dâng lên trong lỗ khoan ở một điểm nào đó do tác dụng của áp lực thủy tĩnh.
- Nếu dòng thấm là dòng ngầm, chiều cao đo áp bằng độ sâu của điểm nghiên cứu tính từ mặt nước ngầm.
- Nếu dòng thấm là dòng áp lực, chiều cao đo áp bằng độ sâu của điểm nghiên cứu tính từ mặt áp lực.
Vậy:                           H = hn + Z	(1.9)
	- Đối với dòng ngầm có đáy cách nước nằm ngang thì người ta chọn đáy cách nước làm mặt chuẩn 0-0, khi đó áp lực điểm nghiên cứu sẽ bằng chiều dày tầng chứa nước tại điểm đó khi z = 0  ( H = h ).
	- Còn trong dòng ngầm có đáy cách nước nằm nghiêng, người ta lấy mặt nằm ngang bất kỳ làm chuẩn 0-0, khi đó H  h.

### Gradien áp lực:
Khi chất lỏng vận động qua các lỗ 
hổng của đất đá, một phần áp lực bị tổn 
thất do ma sát, kết quả tạo nên độ dốc bề                           
mặt nước dưới đất theo phương vận động. 
Nếu lập một mặt cắt thẳng đứng theo phương vận động của nước dưới đất, sẽ nhận được một đường cong giảm áp lực (đối với nước ngầm gọi là đường cong hạ thấp, còn đối với nước áp lực gọi là đường cong áp lực).
Độ dốc trung bình của đường cong hạ thấp (hoặc đường cong áp lực) của nước dưới đất bằng;
	H1, H2 : áp lực tại mặt cắt 1 và 2.
	x: Khoảng cách giữa 2 mặt cắt 1 và 2.
Giá trị thực tế của độ dốc ở một điểm bất kỳ của đường cong hạ thấp bằng giới hạn của Itb, đó chính là gradien áp lực I ở điểm đó:
Dấu trừ chứng tỏ theo chiều vận động giá trị của H giảm, còn giá trị của x tăng.
Nếu đáy cách nước của tầng chứa nước nằm ngang ta lấy nó làm mặt chuẩn 0 - 0 thì H1 = h1 và H2 = h2.

### Lưu lượng:
Lưu lượng Q của dòng chảy là lượng chất lỏng chảy qua tiết diện ướt của dòng chảy trong một đơn vị thời gian.
				Q = F.v    (1.12)
		F: Tiết diện ướt của dòng chảy (m2).
		v: Tốc độ vận động của chất lỏng (m/ng.).
		Q; Lưu lượng của dòng chảy (m3/ng.).

## Định luật Darcy:

### Định luật Darcy:
Định luật do nhà bác học người Pháp là A,Darcy tìm ra năm 1856, trên cơ sở kết quả nhiều lần thực nghiệm thấm qua cát.
Bằng thí nghiệm ông đã tìm ra mối quan hệ giữa V, I, K.
			V = K .I	(1.13)
V = K .I còn chỉ rõ quan hệ đường thẳng giũa tốc độ thấm V với Gradiên áp lực I, nên định luật A.Darcy còn gọi là định luật thấm đường thẳng và phát biểu như sau:
“ Tốc độ thấm tỷ lệ thuận với hệ số thấm và gradien áp lực ”.
Vận động của nước dưới đất tuân theo định luật Đarcy khi:
- Thấm xảy ra trong môi trường lỗ hổng của đất đá hạt nhỏ hoặc các kênh hở khá hẹp.
- Tốc độ thấm nhỏ hoặc gradien áp lực không lớn.
- Tốc độ thấm hoặc gradien áp lực thay đổi không đáng kể.
Định luật thấm đường thẳng biểu diễn dưới dạng vi phân:
```
        (1.14)
```

### Giới hạn áp dụng định luật Darcy:
Như đã nêu trên về điều kiện tồn tại của định luật Darcy. Nhiều nhà nghiên cứu đã tiến hành xác định giới hạn áp dụng định luật Darcy và đã đi đến kết luận: “ Định luật thấm đường thẳng chỉ được áp dụng trong điều kiện chảy tầng ”.
Do điều kiện của định luật Darcy như vậy, do đó vấn đề quan trọng là phải xác định giới hạn áp dụng định luật Darcy.
- Giới hạn trên: Trong thủy lực người ta dùng hệ số Raynôn để xác định trạng thái của nước chảy trong ống tròn:

```
                (1.15)
```

u: Tốc độ trung bình của dòng chảy trong ống.
D: Đường kính của ống.
: Hệ số nhớt động.
Biến đổi công thức ( 1.15 ) đối với điều kiện thấm trong đất Pavlôvxki nhận được công thức xác định hệ số Râynôn như sau:
```
    (1.16)
```

n: Độ lỗ hổng của đất đá.
de: Đường kính hữu hiệu của đất đá.
v: Vận tốc thấm trung bình.
: Hệ số nhớt động.
Qua thực nghiệm Pavlôvxki N.N đã xác định được các giá trị giới hạn của hệ số Raynôn để xác định giới hạn trên của định luật Darcy như sau:
```
   			Reth = 7,5  9   (1.17)
```

Điều đó có nghĩa là, sử dụng công thức (1.16) xác định hệ số Raynôn sau đó so sánh với hệ số Raynôn tới hạn (1.17).
- Nếu Re < Reth: Vận động của nước dưới đất tuân theo định luật Darcy.
- Nếu Re > Reth: Vận động của nước dưới đất không tuân theo định luật Darcy.
Qua thí nghiệm của Linzơvixta.E và nhiều thí nghiệm của các nhà nghiên cứu khác đã chứng tỏ rằng khi phá vở định luật thấm Đarcy trạng thái chảy tầng trong môi trường lỗ hổng vẫn tồn tại. Dấu hiệu chảy rối chỉ biểu hiện khi giá trị Re vượt giá trị Reth quá nhiều. Trong các thí nghiệm của Bôtcôv N.M. dòng chảy rối trong ống dẫn hẹp chỉ bắt đầu khi Re > 350.
- Giới hạn dưới: Xét quy luật thấm trong đất đá thấm nước yếu.

Thấm trong đất đá thấm nước yếu xuất hiện những sai khác so với định luật thấm cơ bản. Đó là do tác dụng tương hỗ giữa các phân tử nước và đất đá. Gần đây các sai khác này của định luật thấm đường thẳng được giải thích dứa trên cơ sở khái niệm về tính dính - dẻo của dòng nước thấm trong các kênh hở vô cùng nhỏ, trong trường hợp này định luật thấm được biểu diễn bằng phương trình sau:
```
                         (1.18)
```

Trong đó:	Io: Gradien áp lực ban đầu.	I: Gradien áp lực.
		K: Hệ số thấm.			v:  Vận tốc thấm.
- Công thức (1.18) thoả mãn khi I > Io.
- Khi I >> Io Phương trình (1.18) có dạng gần đúng:
```
                        (1.19)
```

Thực tế nhiều nghiên cứu đã chứng tỏ rằng: Giá trị gradien ban đầu của dòng dẻo - dính trong thực nghiệm cũng như trong điều kiện tự nhiên ít khi xuất hiện và nếu có thì thường chỉ xuất hiện cục bộ. Nên công thức (1.19) trở về định luật thấm đường thẳng.
- Khi I < Io xem như nước không vận động hay vận động ở trạng thái dẻo - dính. Giới hạn này gọi là giới hạn dưới của định luật Darcy.
- Qua nghiên cứu giới hạn áp dụng định luật Darcy có thể kết luận: Miền không tuân theo định luật thấm đường thẳng chỉ là cục bộ so với miền thoả mãn định luật đó. Vì vậy, khi chứng minh các định luật khác của động lực nước dưới đất chủ yếu dựa vào định luật Darcy.

## Các định luật thấm không đường thẳng:
Như chúng ta đã biết nước dưới đất vận động thường có vận tốc nhỏ và tuân theo định luật thấm đường thẳng, còn khi nước dưới đất vận động trong các lỗ hổng và khe nứt lớn thì có đặc tính giống sự vận động của nước trong các đường ống và kênh hở, tức là vận động với tốc độ lớn. Dạng vận động đó gọi là chảy rối. Trường hợp này vận động của nước dưới đất không còn tuân theo định luật thấm đường thẳng nữa, mà lại tuân theo các định luật khác gọi là định luật thấm không đường thẳng.

### Định luật Xêri - Kraxnôpônxki:
Định luật Xêri - Kraxnôpônxki được phát biểu như sau:
“Tốc độ thấm tỷ lệ thuận với hệ số thấm và căn bậc 2 của gradiên áp lực “.
Định luật này đúng trong trường hợp chảy rối.

### Định luật Smơreke:
Smơreke cho rằng trong điều kiện tự nhiên có thể có dạng vận động quá độ giữa chảy rối và chảy tầng và ông đã phát biểu định luật như sau:
	“Tốc độ thấm tỷ lệ thuận với hệ số thấm và căn bậc m của gradiên áp lực”
		Với:   m = 1 - 2
	Hiện nay công thức Smơreke ít được sử dụng vì thống số m thay đổi và khó xác định theo tài liệu thí nghiệm.

### Định luật Prôni:
Định luật Prôni được phát biểu như sau:
“Gradiên áp lực là hàm bậc 2 của vận tốc”
			I = av + bv2     (1.22)
	a, b: Là các thông số phụ thuộc vào đặc tính môi trường lỗ hổng và chất lỏng thấm qua.
	- Khi v nhỏ: Thì av >> bv2 suy ra có thể xem bv2 = 0 vậy suy ra I = av, định luật Prôni trở về định luật Darxy.
- Khi v lớn: Thì av << bv2 suy ra có thể  xem av = 0 vậy suy ra I = bv2, định luật prôni trở về định luật Xêri - Kraxnôpônxki.
Như vậy định luật của Prôni cho phép xác định tất cả các dạng vận động của nước dưới đất trong môi trường lỗ hổng. So với các định luật khác thì định luật Prôni có nhiều ưu điểm vì các thông số a và b không phụ thuộc vào các yếu tố thủy động lực của dòng thấm.

## Dòng một chiều - Dòng hai chiều - Dòng không gian:

### Dòng một chiều:
Khi nước vận động trong môi trường lỗ hổng mà tất cả các đường dòng là những đường thẳng song song với nhau, tức là trên một tiết diện vuông góc với phương thấm vectơ tốc độ thấm ở tất cả các điểm không những song song mà còn có độ dài bằng nhau. Nói tóm lại nếu dòng thấm có vận tốc chỉ phụ thuộc vào một toạ độ thì gọi là dòng một chiều v = f(x).
Đặc điểm dòng một chiều:
- Các đường dòng là những đường thẳng song song với nhau.
- Nếu ta cắt dòng chảy theo một mặt phẳng thẳng đứng thì các vectơ tốc độ trên bề mặt đó đều song song và bằng nhau.

### Dòng hai chiều:
Khi nước vận động trong môi trường lỗ hổng mà tất cả các vectơ tốc độ của chất điểm vận động song song với một mặt phẳng cho trước ta sẽ có dòng hai chiều. Hay nói cách khác dòng hai chiều là dòng thấm có vectơ tốc độ phụ thuộc vào hai toạ độ x, y 
```
v = f(x,y)
```

Dạng của dòng hai chiều là dòng toả tụ và được chia ra dòng hội tụ, dòng phân tán.
- Dòng hội tụ: Nếu tất cả đường dòng từ các phía hội tụ tại một điểm gọi là dòng hội tụ.
Ví dụ: Lỗ khoan hút nước hoàn chỉnh là dòng hội tụ.
- Dòng phân tán: Nếu tất cả đường dòng từ một điểm phân tán ra các phía gọi là dòng phân tán.
Ví dụ: Lỗ khoan ép nước hoàn chỉnh là dòng phân tán.

### Dòng 3 chiều (dòng không gian):
Khi nước dưới đất vận động trong môi trường lỗ hổng mà các đường dòng không song song với bất kỳ mặt phẳng cho trước nào, thì vận động đó gọi là dòng 3 chiều (dòng không gian). Nói đúng hơn dòng 3 chiều là dòng chảy mà toạ độ của nó phụ thuộc vào 3 toạ độ x, y, z.
		V = f(x,y,z).
Ví dụ: Vận động của nước dưới đất đến lỗ khoan không hoàn chỉnh là dòng 3 chiều.